# Clemente Argenvilliers
Clemente Argenvilliers, né le 30 décembre 1687 à Rome et mort le 23 décembre 1758 à Rome, est un cardinal italien du XVIIIe siècle.

## Biographie
Clemente Argenvilliers est d'origine modeste et française. Il est un avocat célèbre et devient ami de Prospero Lambertini, futur pape Benoît XIV. Il est son conclaviste lors de son élection en 1740. Il exerce alors diverses fonctions au sein de la Curie romaine, notamment comme secrétaire de la "Congrégation de l'économie du Propaganda Fide" et recteur  de l'université de La Sapienza à Rome.
Le pape Benoît XIV le crée cardinal lors du consistoire du 26 novembre 1753. Argenvilliers est préfet de la Congrégation du Concile à partir de 1757. Il participe au conclave de 1758, lors duquel Clément XIII est élu.

### Sources
- Fiche du cardinal sur le site fiu.edu